# Juliana Rojas
Juliana Rojas, née le 23 juin 1981 dans la région de Sao Paulo, est une réalisatrice, monteuse, compositrice et scénariste brésilienne.

## Biographie
Jualiana Rojas est née le 23 juin 1981 dans la région de Sao Paulo. Elle se forme à l'école de communication et d'art de l'université de Sao Paulo.
Elle réalise son premier court-métrage O Lençol Branco avec Marco Dutra, avec qui elle travaillera sur la quasi-totalité de ses films.
En 2007, Un rameau est nommé cinq fois à la Semaine de la critique du Festival de Cannes de cette édition.
En 2008, elle produit Areia, une comédie dramatique de 12 minutes aux côtés de Caetano Gotardo.
En 2011, Travailler fatigue est nommé dans la section Un Certain Regard. Puis, elle y retourne en 2012 pour son film sélectionné O Duplo,.
En 2017, elle reçoit un Léopard d'argent au Festival de Locarno pour son film Les Bonnes Manières,.
En 2024, elle participe au jury de la Queer Palm au festival de Cannes.

## Filmographie

### Longs métrages
- 2011 : Travailler fatigue (Trabalhar Cansa) co-réalisé avec Marco Dutra
- 2014 : Sinfonia da Necrópole
- 2017 : Les Bonnes Manières (As Boas Maneiras) co-réalisé avec Marco Dutra
- 2024 : Cidade; Campo

### Courts métrages
- 1999 : Três Planos, Nove Planos, co-réalisé avec Marco Dutra et Carla Adili
- 1999 : Dancing Queen, co-réalisé avec Marco Dutra
- 2003 : Notívago, co-réalisé avec Marco Dutra et Daniel Turini
- 2004 : Le Drap Blanc (O Lençol Branco), co-réalisé avec Marco Dutra
- 2007 : Un rameau (Um ramo), co-réalisé avec Marco Dutra
- 2009 : As Sombras, co-réalisé avec Marco Dutra